# Sd.Kfz. 223
De Leichte Panzerspähwagen Sd.kfz. 223 (Fu) was een pantserwagen, een gewapend verkennings- en radiovoertuig gebruikt door Nazi-Duitsland in de Tweede Wereldoorlog.

## Ontstaan
Toen tijdens de oorlog in Noord-Afrika door de Duitsers voornamelijk tanks gebruikt werden bij offensieven was er behoefte aan een gewapend radiovoertuig dat snel verplaatst kon worden. Het Sonderkraftfahrzeug 223 (Fu) was gebaseerd op de Sd.Kfz. 221 Panzerspähwagen, een vierwiel aangedreven lichte pantserwagen uitgerust met een enkele MG34 op een lage open geschuttoren. Spähwagen betekent "verkenningsvoertuig" en het achtervoegsel (Fu) staat voor Funk, "radio". De hoofdtaak van het Sd.Kfz. 223 (Fu) was het onderhouden van langeafstandscommunicatie met de hogere bevelslagen en hij werd daartoe uitgerust met een "bed-frame" antenne.
Toen rond 1943 de gevechten in de Sovjet-Unie steeds meer verdedigend werden, zonder langeafstandspenetraties, was er voor dit doel minder behoefte aan een pantserwagen en werd het Sd.Kfz. 223 (Fu) vervangen door het Sd.Kfz. 251/7 Ausf. D, een half-track.
Er werden in totaal van 1935 tot januari 1944 550 Leichte Panzerspähwagen Sd.Kfz. 223 (Fu)s gebouwd. Eind 1937 waren er 117 afgeleverd; daarna stopte de productie even om in 1939 hervat te worden met een aantal van 59; dit steeg tot 71 in 1940 om een piek te bereiken van 112 in 1941. In 1942 daalde dit weer tot 62 maar er was een opleving in 1943 toen weer 108 voertuigen gebouwd werden. In januari 1944 zijn er nog 21 gemaakt. Vanaf mei 1942 werd er gebruikgemaakt van een verbeterd chassis met sterkere motor en een bepantsering die van voren verhoogd was van acht naar dertig millimeter.